# Józef Stefani
Józef Stefani   (Varsòvia, 16 d'abril de 1800 - Varsòvia, 19 de març de 1876) fou un compositor polonès, fill de Jan Stefani (1746-1829), també compositor i mestre de capella.
Estudià en el conservatori de la seva ciutat natal, sent la seva primera producció d'importància el ball Apollon et Midas. Animat per l'èxit obtingut, va compondre, successivament, un altre ball, Le diable amoureux, i les òperes còmiques La leçon de botàniques i Le bon vieux temps. És molt més important la seva música religiosa, entre les que hi figuren 10 Misses; 1 Rèquiem; 1 Te Deum amb orquestra; 1 Ave Maria; O Salutaris i Pange lingua, amb orquestra; Benedictus, etcetc.
Finalment es feren molt populars les seves masurques, poloneses i cançons.